# アントニオ・オルモ
アントニオ・オルモ・ラミレス（Antonio Olmo Ramírez、1954年1月18日 - ）は、スペイン・カタルーニャ州サバデイ出身の元同国代表サッカー選手、元サッカー指導者。ポジションはDF。

## 経歴
カタルーニャ州のサバデイに生まれ、1976年、FCバルセロナにてプロデビューを果たすと、トップチーム1年目ながらリーグ戦32試合に出場して1ゴールを記録した。バルセロナでは、1984年に現役を引退するまで合計7このタイトルを獲得し、プロキャリア通算250試合以上のリーグ戦に出場した。
また、1977年2月9日には、アイルランド共和国代表との試合でスペイン代表デビューを果たしており、1978 FIFAワールドカップとUEFA欧州選手権1980の2つのメジャー大会にも出場した。
現役引退後は指導者に転身し、1986年から5年間指導にあたったFCバルセロナのラ・マシアでは、若き日のペップ・グアルディオラやシャビ、ビクトル・バルデスら後にスペイン代表として活躍する選手の育成に関わった。

## タイトル

### クラブ
FCバルセロナ
- コパ・デル・レイ : 3回 (1977-78, 1980-81, 1982-83)
- スーペルコパ・デ・エスパーニャ : 1回 (1983)
- コパ・デ・ラ・リーガ : 1回 (1983)
- UEFAカップウィナーズカップ : 2回 (1978-79, 1981-82)